# ГЕС Pine Portage
ГЕС Pine Portage — гідроелектростанція у канадській провінції Онтаріо. Знаходячись перед ГЕС Кемерон-Фолс, становить верхній ступінь каскаду на річці Ніпіґон, яка дренує озеро Ніпіґон та впадає до озера Верхнє (найвище по сточищу серед Великих озер).
У 1926 році на витоку річки Ніпіґон з однойменного озера звели греблю Virgin Falls, котра, враховуючи розміри водойми — площа поверхні 4,8 тис. км2 — створила велике водосховище з об'ємом 8,3 млрд м3. А в 1950-му нижче по течії стала до ладу найбільша станція каскаду Pine Portage, котра мала бетонну гравітаційну греблю висотою 43 метри, довжиною 945 метрів та товщиною по гребеню від 3,7 до 4,4 метра. Ця споруда підняла рівень у річці на 31 метр проти природного, що дозволило затопити порожисту ділянку довжиною 16 км та створити водосховище Форган-Лейк. При цьому підпір був достатній для того, щоб перевищити згадану раніше греблю Virgin Falls та підняти рівень у озері Ніпіґон на 0,12 метра (при такому зовні незначному показнику це означає нарощування об'єму більш ніж на 0,5 млрд м3).
Можливо також відзначити, що ще до спорудження станції Pine Portage до озера Ніпіґон організували деривацію додаткового ресурсу з річки Огокі, що тече північніше, правої притоки Олбані, яка впадає до затоки Джеймс (південно-східне продовження Гудзонової затоки). Реалізація цього проекту була пов'язана з необхідністю активного нарощування виробництва під час Другої світової війни. За укладеною тоді між Канадою та Сполученими Штатами угодою, весь додатково деривований до Великих озер ресурс мав віддаватись канадцям для використання у гідроенергетичних потребах в районі Ніагарського водоспаду.
За проектом Огокі перекрили бетонною греблею Waboose висотою 15 метрів та довжиною 518 метрів. Разом з розташованими неподалік двома допоміжними земляними спорудами вона підняла рівень води на 12 метрів та утворила витягнуте на 70 км водосховище з площею поверхні 259 км2. На півдні воно розповсюдилось в долину правого притоку Огокі та охопило озеро Mojikit. На західному завершенні останнього звели ще одну допоміжну гравійну дамбу Snake Creek, котра при високому рівні води попереджує неконтрольований перетік ресурсу через сідловину зі сточищем річки Pikitiguchi (притока озера Ніпіґон). Зі східного ж завершення Mojikit веде протока до озера Норт-Самміт, від якого у південному напрямку проклали канал довжиною 0,4 км до озера Сауз-Самміт, котре знаходиться вже на іншій стороні водорозділу у сточищі річки Джекфіш (впадає до північної частини озера Ніпіґон). Переток води по цьому шляху контролює бетонна гребля Самміт-Контрол висотою 7 метрів. Вона має довжину 123 метри (плюс земляна споруда з бетонним ядром довжиною 37 метрів) і включає вісім водопропускних шлюзів.
У підсумку, деривований з Огокі в басейн Верхнього озера ресурс дав змогу в 1943-му запустити перший гідроагрегат на ГЕС DeCew II, розташованій нижче по сточищу між озерами Ері та Онтаріо.
Що стосується станції Pine Portage, то її пригреблевий машинний зал обладнали чотирма турбінами типу Френсіс, котрі отримують ресурс через водоводи діаметрами 6 метрів. Первісно їх загальна потужність становила 128,7 МВт (два агрегати по 29,7 МВт та два по 34,7 МВт), а станом на середину 2010-х рахувалась вже як 144 МВт.
Видача продукції відбувається по ЛЕП, розрахованій на роботу під напругою 138 кВ.